# Исполинская кукушка
Исполинская кукушка (лат. Scythrops novaehollandiae) — птица, наиболее крупный представитель семейства кукушковых и гнездовых паразитов вообще. Самостоятельно потомство не выводит, вместо этого подбрасывает яйца в гнёзда врановых и других крупных австралийских  воробьинообразных и хищных птиц. Гнездится в Австралии, на Новой Гвинее, Сулавеси, Малых Зондских островах и архипелаге Бисмарка. В Австралии перелётная, на остальной территории ареала кочующая птица. Питается плодами инжира и других древесных растений, а также насекомыми. Местами многочисленный вид.

## История изучения и систематика
Исполинская кукушка относится к монотипическому роду Scythrops, который в свою очередь является частью подсемейства Cuculini семейства кукушковых. Вид был описан британским натуралистом Джоном Лэтэмом в 1790 году на основании записей и рисунков, составленных врачом и натуралистом Джоном Уайтом. Один из первых колонистов Австралии, Уайт исследовал природу Нового Южного Уэльса и принял кукушку за необычную птицу-носорога, чьи ноги были похожи на ноги тукана, а язык — на язык вороны. В свою очередь Лэтэм, назвавший птицу «channel bill» («клюв с канавками»), указал на то, что она сама выводит своих птенцов и питается семенами эвкалипта. Спустя полвека (в 1845 году) другой британский орнитолог Джон Гульд уточнил, что птица паразитирует в гнёздах других птиц.
Латинское название Scythrops, присвоенное Лэтэмом, является комбинацией двух древнегреческих слов — σκυθρο (злой, мрачный) и ωψ (глаза, лицо). Таким образом автор указал на огромный загнутый клюв и мрачный вид птицы. Видовое название novaehollandiae является латинской формой раннего именования Австралии — Новой Голландии, где была впервые обнаружена птица.
Согласно генетическим исследованиям, ближайшим родственником исполинской кукушки является длиннохвостый коэль (Urodynamis taitensis) из Новой Зеландии. С группой коэлей этот вид объединяют кормовая специализация и поведение птенцов в гнезде приёмных родителей. Выделяют три подвида кукушки: S. n. novaehollandiae из Австралии, Новой Гвинеи и Молуккских островов, S. n. fordi из Сулавеси и S. n. schoddei с Архипелага Бисмарка.

## Описание

### Внешний вид

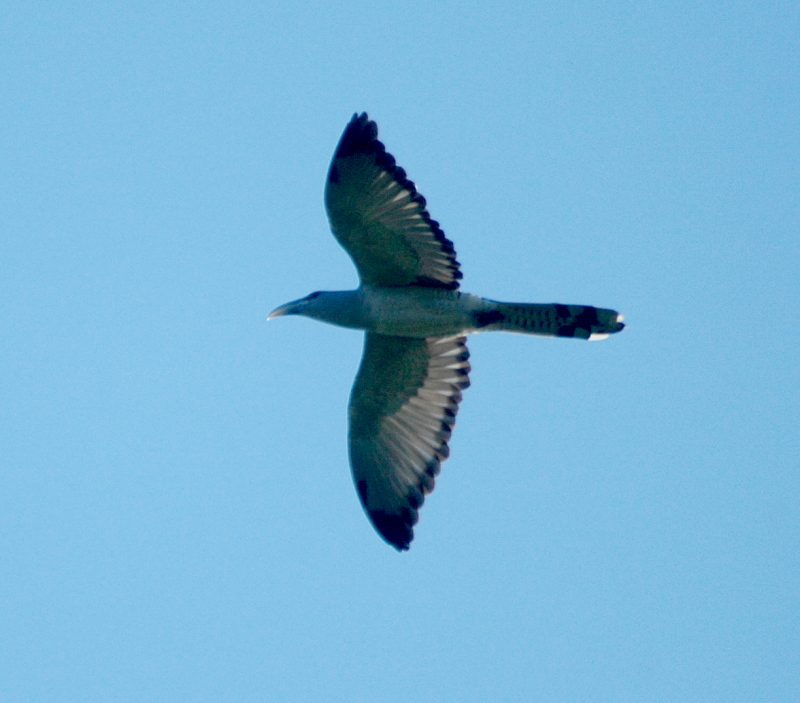
В полёте

Размером примерно с во́рона, исполинская кукушка — самая крупная птица в семействе кукушковых. Общая длина взрослой особи варьирует в пределах от 58 до 66 см, вес от 550 до 930 г. Одна из характерных особенностей птицы — массивный изогнутый клюв, благодаря которому её иногда ошибочно принимают за птицу-носорога. От основания надклювья до вершины с левой и правой стороны развиты канавки, благодаря которым птица приобрела своё англоязычное название «Channel-billed Cuckoo». Клюв серый в основании и более светлый, рогового цвета на вершине. Благодаря длинному хвосту и длинным крыльям своим силуэтом летящая кукушка напоминает распятие. Полёт быстрый по прямой линии, с мощными взмахами крыльев.
Самцы в среднем крупнее самок, однако других внешних отличий почти не проявляют. Голова, затылок, горло и верхняя часть груди пепельно-серые без какого-либо рисунка. Спина, крылья надхвостье и хвост более тёмные — цвета мокрого асфальта; перья кроющих крыла имеют чёрные вершины, из-за чего крылья выглядят более пёстрыми. Нижняя часть груди, брюхо и бока окрашены в более светлые оттенки серого, на боках и в нижней части хвоста развиты широкие чёрные поперечные полосы. Молодые птицы выделяются рыжевато-жёлтыми пятнами на голове, шее и крыльях. Вокруг глаза и на уздечке имеются участки неоперённой кожи, которые у взрослых птиц окрашены в красновато-розовый, у молодых — в серовато-коричневый цвет. Соответственно, радужина у половозрелых особей красная, у молодых — коричневая.

### Голос
Исполинские кукушки чрезвычайно шумливы в предбрачный период, особенно в тёмное время суток. Чаще всего можно услышать серию затяжных свистов с возрастающей частотой, следующих за громким гортанным криком «куак». Другая вокальная партия — затихающая серия двусложных булькающих звуков, передаваемых как «клу-клу-клу…».
- Звуки исполинской кукушки на сайте xeno-canto.org

## Распространение

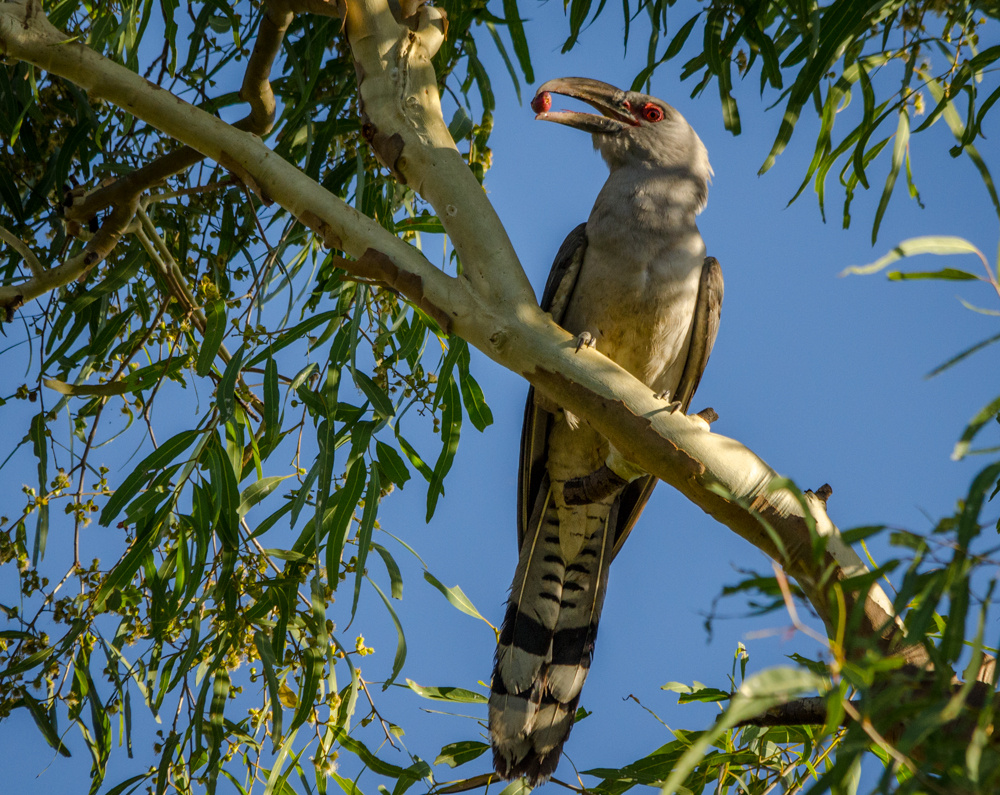
Кукушка с плодом инжира

### Ареал
Гнездовой ареал охватывает северную и восточную Австралию к западу до Кимберли, к югу до района Сиднея, Новую Гвинею, острова Архипелага Бисмарка и восточной Индонезии к западу до Сулавеси (в частности, Малые Зондские и Молуккские острова). На Зелёном континенте отдельные особи могут достигать восточных окраин штата Виктория, однако случаев размножения там не зафиксировано. Случайные залёты известны в Новой Зеландии и Новой Каледонии.
Исполинская кукушка склонна к частым перемещениям, часть из которых имеет сезонный характер, другая часть — кочевой. В течение года более или менее равномерно птица представлена в северо-западной части ареала, в так называемом регионе Уоллесия (Сулавеси, Малые Зондские и Молуккские острова) и на острове Новая Британия (Архипелаг Бисмарка). На Новой Гвинее пик численности наблюдается в феврале—марте за счёт размножающихся птиц, и октябре-ноябре за счёт птиц, прилетающих из Австралии. Часть кукушек вне сезона размножения перемещается на небольшие острова к западу и северо-востоку от Новой Гвинеи — Мисоол, Вайгео, Кофиау, Манам и Каркар. В Архипелаге Бисмарка (за исключением Новой Британии) также заметно сильное колебание численности с максимумом с февраля по май. В Австралии кукушка лишь гнездится с сентября или октября по апрель, в остальное время мигрирует на север — в Новую Гвинею, на Тимор и Молуккские острова.

### Места обитания
Населяет равнинные светлые леса с доминированием эвкалипта и других высоких деревьев, обычно с присутствием посадок инжира. Часто селится вдоль рек и ручьёв, на окраинах лесных массивов, опушках, а также в мангровых рощах. Отдаёт предпочтение умеренно влажным и полузасушливым биотопам, а также лесам возле морских побережий. Во внутренних аридных районах Австралии редка и держится лишь в галерейных лесах.

## Питание

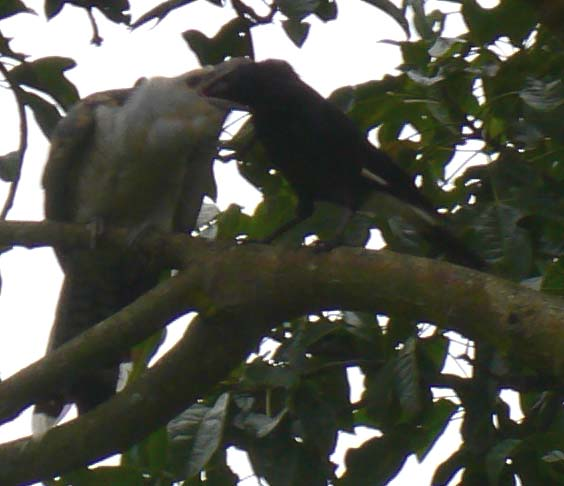
Пестрохвостая ворона-флейтист выкармливает кукушонка, который значительно превосходит её в размере

Как и у родственных коэлей, основу рациона составляют мягкие плоды древесных растений, в первую очередь инжира, омелы, интродуцированной шелковицы чёрной, деревьев семейства Ремнецветниковые, а также семена эвкалипта. Среди животных кормов большую часть составляют насекомые — жуки, палочники, бабочки, кузнечики. Иногда поедает яйца и птенцов мелких птиц, таких как снегирёвая сойка (Struthidea cinerea), австралийская граллина (Grallina cyanoleuca) и черношапочная манорина (Manorina melanocephala). Рацион птенцов полностью зависит от кормовой специализации приёмных родителей — например, у ворон-флейтистов (Strepera) он состоит из плодов, у врановых птиц — из насекомых и падали. Птицы кормятся стайками до 20 особей в кронах деревьев, изредка образуя смешанные ассоциации с фиговыми иволгами или личинкоедовыми.

## Размножение
Гнездится весной и летом (соответствует осенним и зимним месяцам в северном полушарии), однако более точное время откладки яиц варьирует в разных регионах. Одно из брачных проявлений самца — так называемое демонстративное кормление, при котором он преподносит самке крупное насекомое. Самка самостоятельно яйца не насиживает, но подкладывает одно или два в гнёзда других крупных певчих птиц, при этом нередко уничтожает часть кладки хозяев. Яйца кукушки внешним видом имитируют яйца выбранных жертв — они могут быть окрашены в голубовато-зелёный, глинистый, розовато-серый или тускло-белый цвета со столь же разнообразным краплением. Появившиеся на свет птенцы кукушата не выпихивают из гнезда птенцов хозяев, но за счёт быстрого роста и агрессивного поведения не дают им доступа к приносимому корму. Как показывают наблюдения, в недельном возрасте птенец кукушки уже не имеет других соперников. Через 17—24 он начинает летать, однако ещё около месяца приёмные родители подкармливают его, прежде чем становится полностью самостоятельным.
На Сулавеси исполинские кукушки часто паразитируют в гнёздах малого ворона, на островах Флорес и Сумба — флоресского ворона и большеклювой вороны, на острове Новая Британия — австралийског ворона. Последний вид, а также и другие врановые птицы — австралийская ворона и беннетов ворон, также часто фигурируют в сообщениях о гнездовом паразитизме исполинской кукушки из Австралии. Кроме них, на Зелёном континенте приёмными родителями становятся ошейниковый ястреб (Accipiter cirrocephalus), белокрылая галка (Corcorax melanorhamphos), австралийская граллина (Grallina cyanoleuca), ворона-свистун и пестрохвостая ворона-флейтист.